# كنيسة الإدانة
كنيسة الإدانة وفرض الصليب (اللغة العبرية: קפלת ההרשעה וכפיית הצלב) هي كنيسة كاثوليكية رومانية تقع داخل دير الفرنسيسكان الذي يحتوي أيضا على كنيسة الجلد في البلدة القديمة في القدس. يوجد الدير في المحطة الثانية من طريق الآلام.

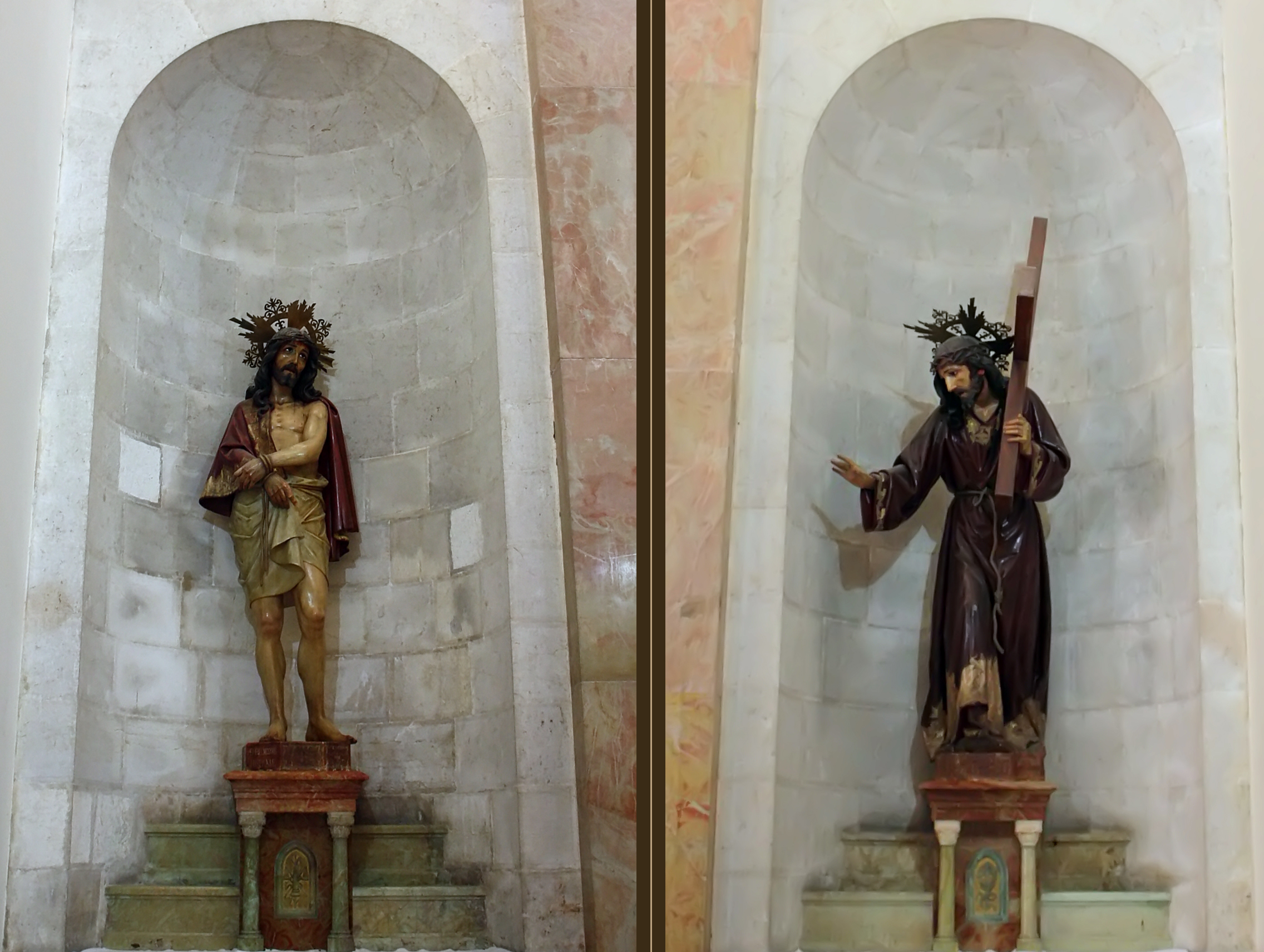
منحوتات تصور إدانة يسوع وفرض الصليب.

## التقليد
الكنيسة مبنية في الموقع الذي يُعتقد أن يسوع حمل فيه صليبه بعد الحكم عليه بالصلب. يستند هذا التقليد إلى الافتراض بأن الاحجار الرومانية المكتشفة تحت المبنى وتحت دير الراهبات في صهيون هي جزء من جباثا وهو المكان الذي ذكر الكتاب المقدس أن موقع بلاط بيلاطس البنطي. يشير البحث الأثري الحديث إلى أن هذه الأحجار جزء من الرصيف الشرقي للمنتدى الروماني إيليا كابيتولين الذي بناه هادريان. كان الموقع السابق للكنيسة في أول الأمر بركة ستروثيون قبل أن يبنى الرصيف.
يذكر فيلون السكندري أن الحكام الرومان أقاموا في قصر هيرودس الواقع على التل الغربي كما ذكر جوزيفوس خلال تواجدهم في القدس، وكانت أحكام الصلب والجلد تنفذ أمام القصر.

## التصميم

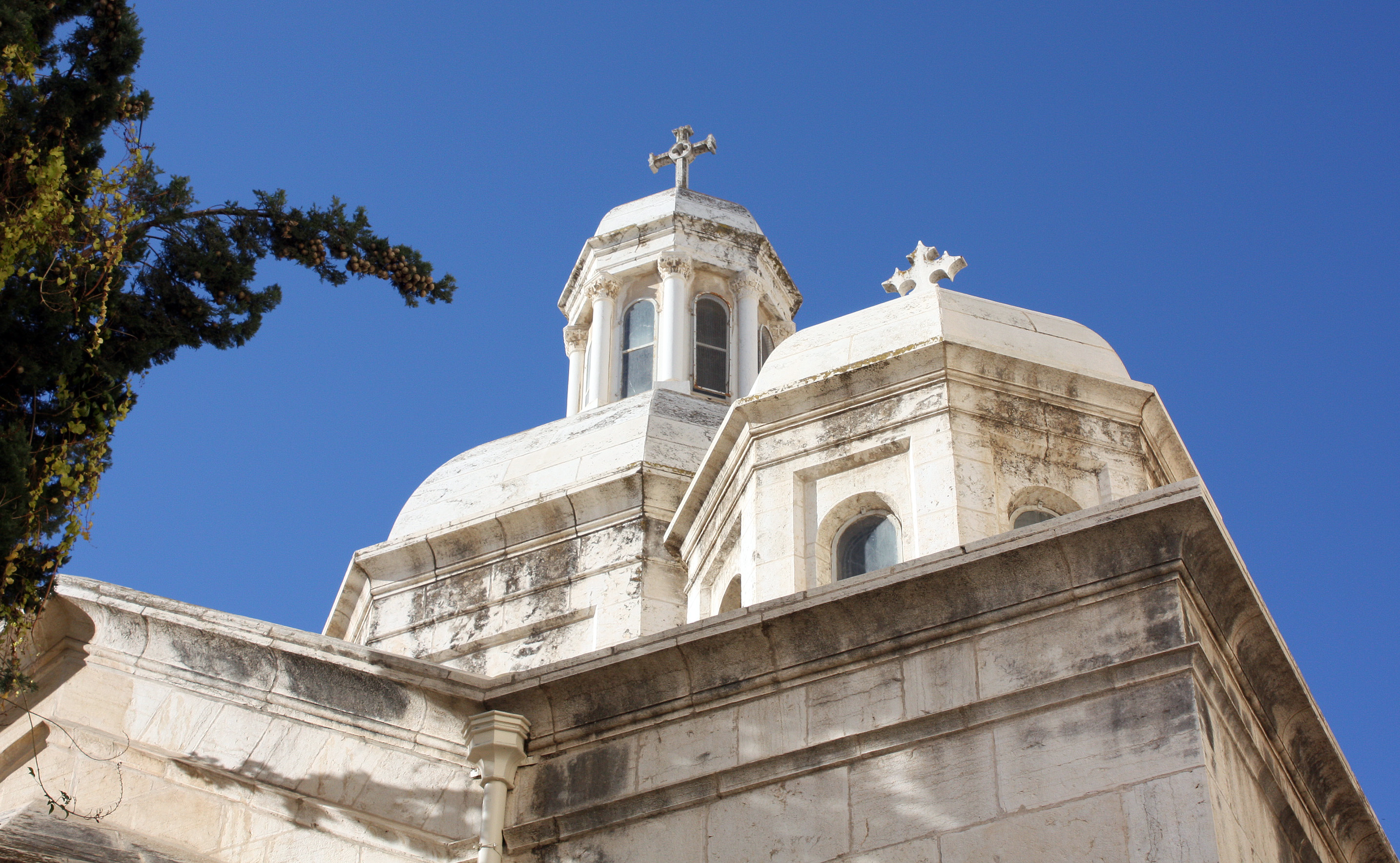
القبة الخارجية للكنيسة

تعلو الكنيسة خمس قباب بيضاء كل قبة ترتكز على أسطوانة تحتوي على نوافذ زجاجية ملونة تعرض مشاهد من آلام المسيح. توجد في حنية الكنيسة مجسامات تصور آلام المسيح، أحدها بيلاطس البنطي يصدر حكمه بصلب يسوع، وفي آخر يوحنا وهو يحاول منع مريم العذراء من مشاهدة يسوع وهو يحمل الصليب في طريق الآلام. فيها جداريات تصور بيلاطس البنطي وهو يغسل يديه والجنود يرفعون يسوع على الصليب. يقوم السقف على أربعة أعمدة من الرخام الوردي.
تتميز هذه الكنيسة بوجود أرضية من العصر الروماني بجانب جدارها الغربي.